# 中國大飯店
中國大飯店是位于中國北京国贸中心的一家五星級酒店，酒店位于北京市城东大北窑，于1990年8月30日开业，2003年重新裝修，現有716間客房。

## 外部連結
- 北京中國大飯店官方网站